# Fyrklöver
För andra betydelser, se Fyrklöver (olika betydelser).

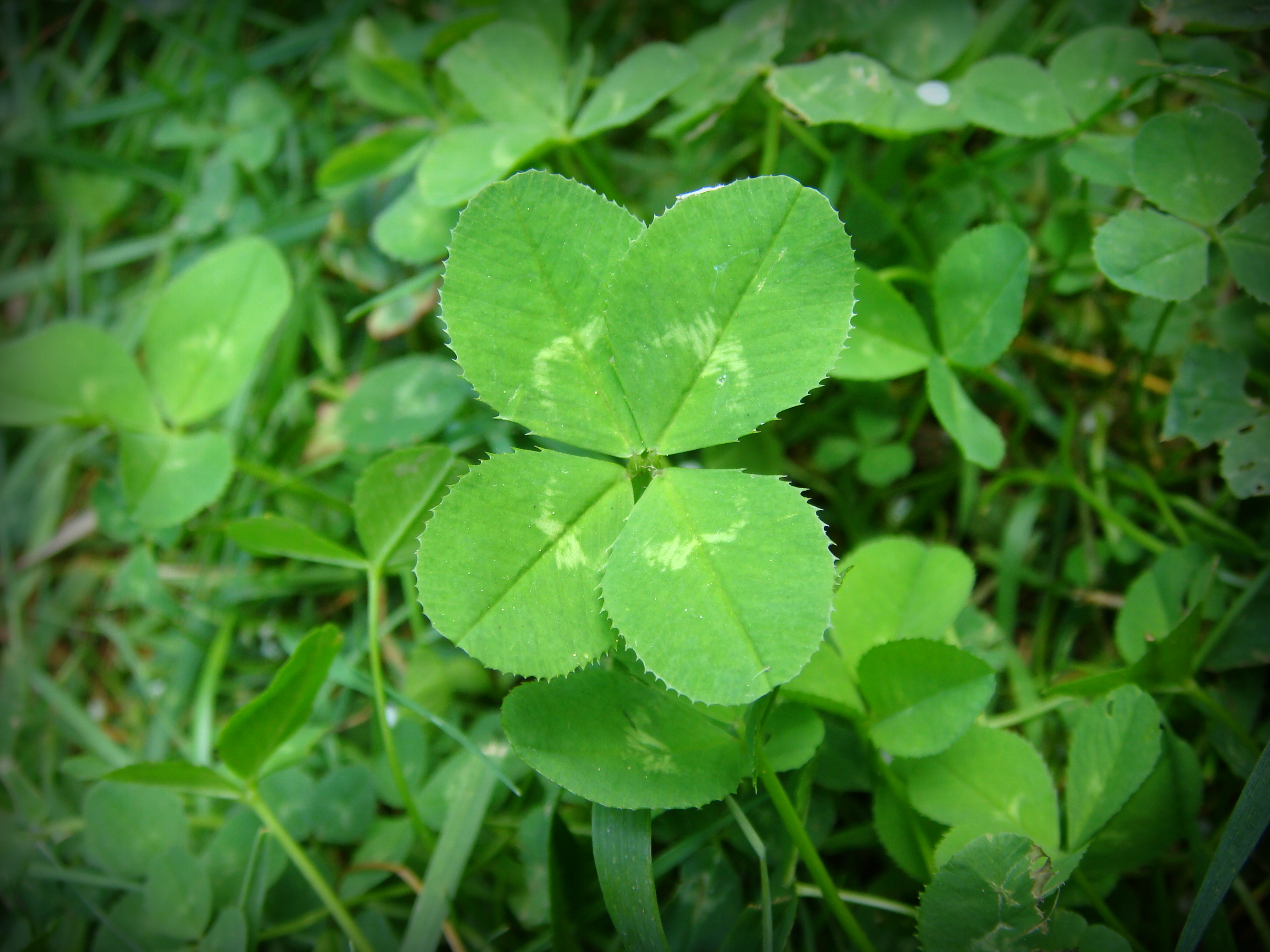
En fyrklöver - här i formen av en vitklöver (Trifolium repens).

Fyrklöver eller fyrväppling är en ovanlig fyrbladig form av den annars trebladiga klövern, vanligtvis vitklöver eller rödklöver. Orsaken till denna variant är en kombination av genetik och yttre miljöfaktorer. Enligt västerländsk tradition är fyrklövern en lyckosymbol, speciellt om den hittas av en slump.  

## Biologi

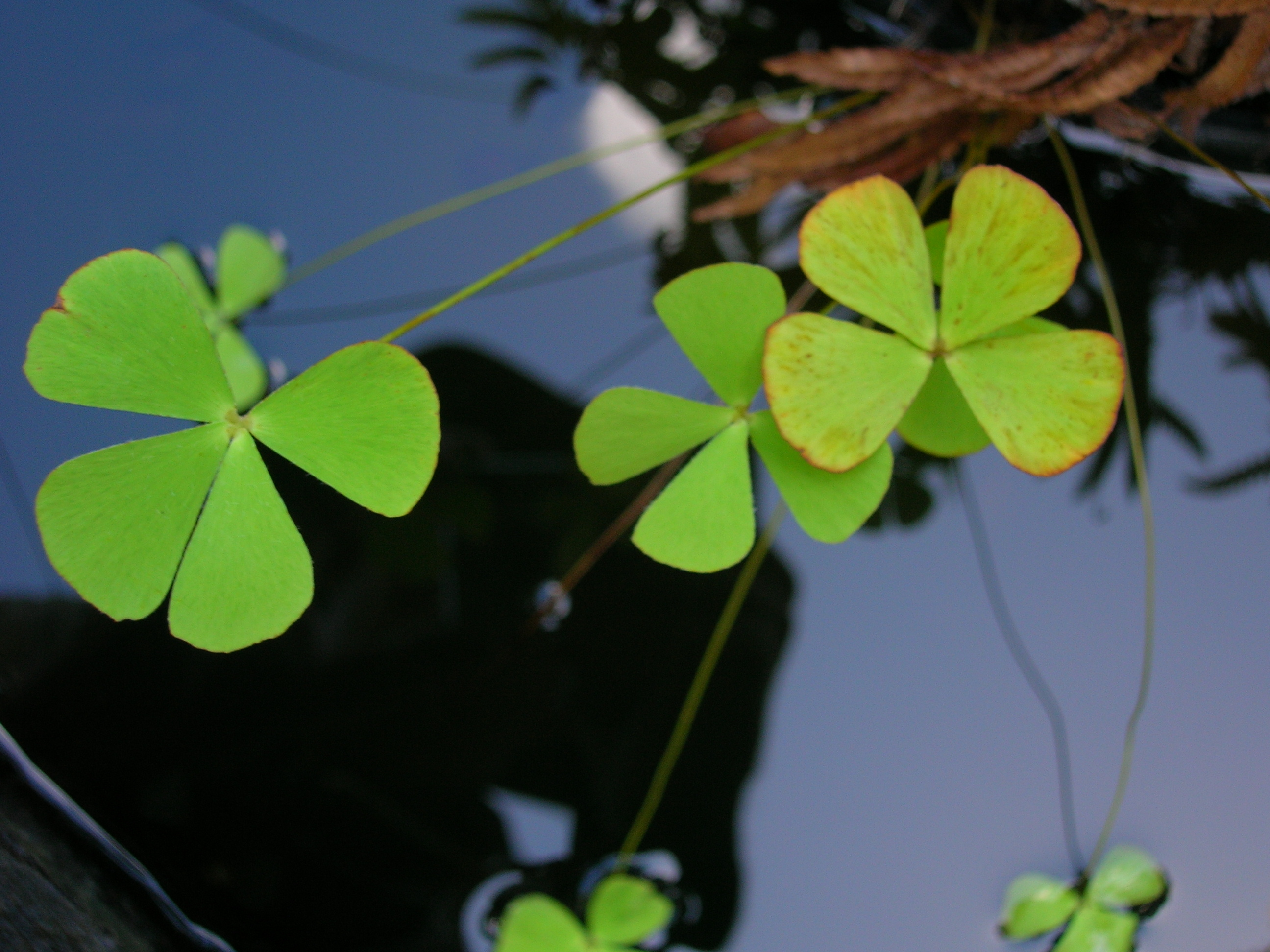
Arter inom släktet Marsilea, här i formen av en M. villosa, har en fyrklöverform men är inte alls klöverarter.

Vitklövern har en mängd olika gener som påverkar form och färg på bladen, och vissa av dessa gener är mycket ovanliga. En av dessa mycket ovanliga gener i kombination med yttre miljöfaktorer resulterar i att den vanliga trebladiga klövern istället får fyra blad. Det finns beräkning på att det går ungefär 10 000 trebladiga klöver på varje fyrklöver Klöver kan ha än fler blad än fyra och rekordfyndet på en klöver (Trifolium repens) är 56 och återfanns i Japan 2009.

### Flerbladiga kultivarer och andra arter
Det finns kultivarer av vitklöver (Trifolium repens) som regelbundet producerar mer än tre blad, bland annat en lilabladig sort som kallas "Purpurascens Quadrifolium", en grönbladig som kallas "Quadrifolium", och en grönbladig sort med tre, fyra eller fem blad med mörka bladcentra som kallas "Good Luck".
Det finns även andra arter som påminner om klöver men som normalt har fyra blad som exempelvis många arter inom släktet Oxalis med exempelvis arten lyckoklöver (Oxalis articulata). Ett annat fyrbladigt släkte Marsilea har flera arter som påminner om klöver, exempelvis Marsilea quadrifolia.

## I kulturen

### Som symbol
Enligt västerländsk tradition är fyrklövern en lyckosymbol, speciellt om den hittas av en slump. Ibland tillskrivs de fyra bladen egenskaperna tro, hopp, kärlek och lycka, och i kristens mytologi representerar bladen ibland fadern, sonen, den helige anden och guds nåd.
I den kristna mytologin kring Adam och Eva berättas det att när de blev utkörda från paradiset så tog Eva med sig en fyrklöver som ett minne. Förutom att vara en lyckobringare så beskrivs det att fyrklövern tillät henne att förutse faror och ondska.
Fyrklövern är starkt kopplad till Irland och irländsk kultur och ses ofta som deras inofficiella statssymbol. Men den ursprungliga irländska klöversymbolen shamrock är egentligen en treklöver som representerar kristendomen och den heliga treenigheten. Ordet shamrock härstammar från iriskans "seamrog" som betyder "liten klöver". Inom den keltiska kulturen ansågs vitklövern skydda mot onda andar och denna symbolik togs senare över av den kristna irländska kyrkan och enligt traditionen använde sig Sankt Patrik av en treklöver för att illustrera den heliga treenigheten.

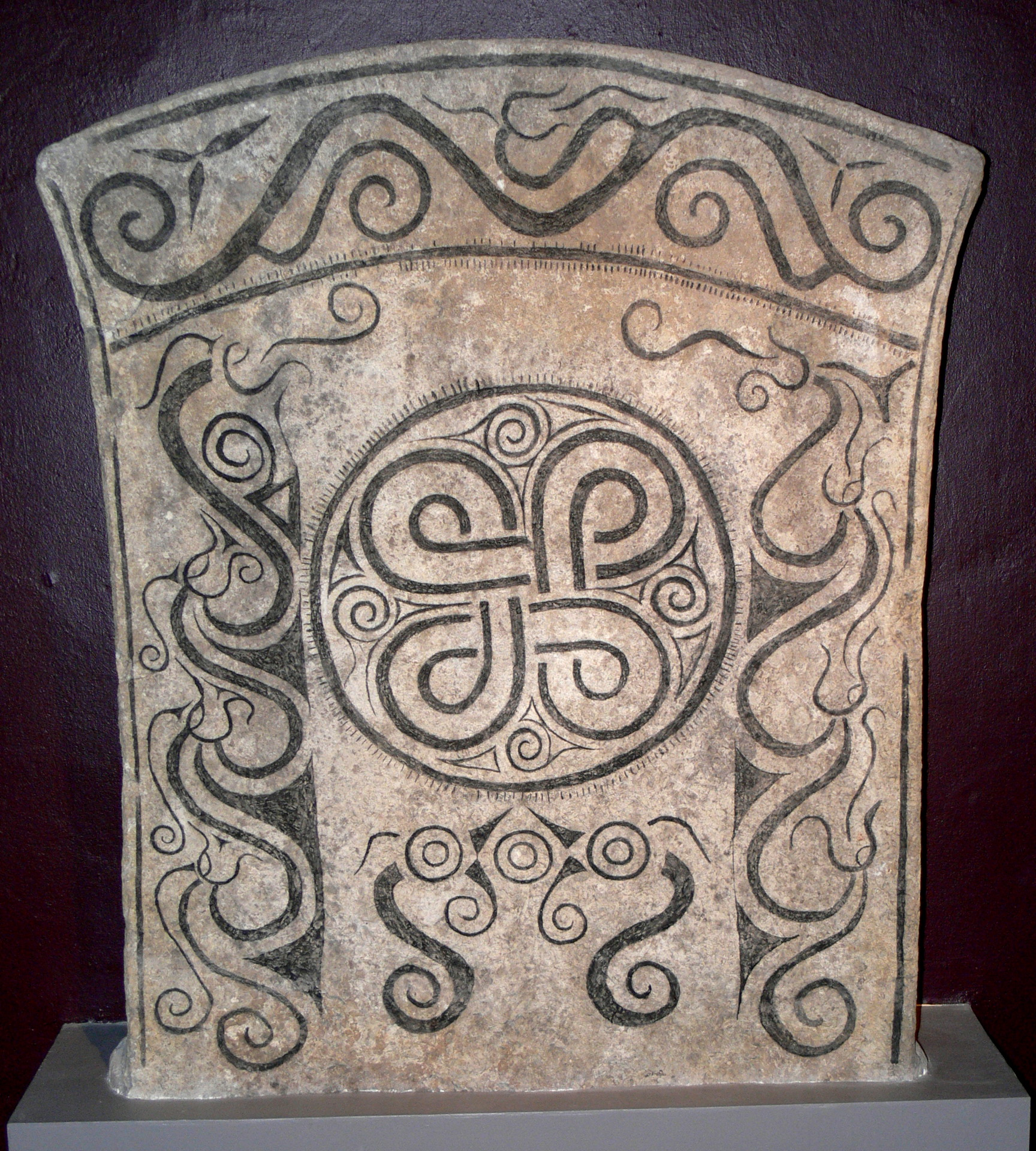
Den fyrbladiga symbolen Sankthanskorset, med liknande symbolik som fyrklövern, kallas ibland för fyrväppling.
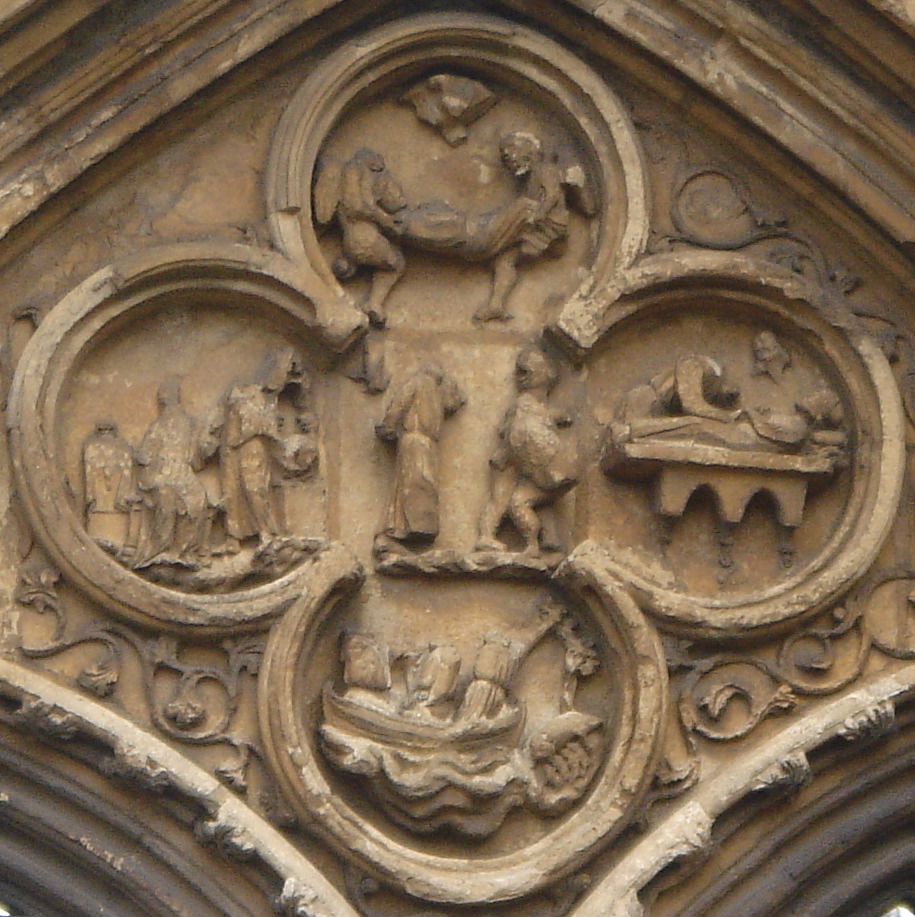
Fyrpasset är ett fyrklöverformat formelement som var vanligt inom gotisk arkitektur.
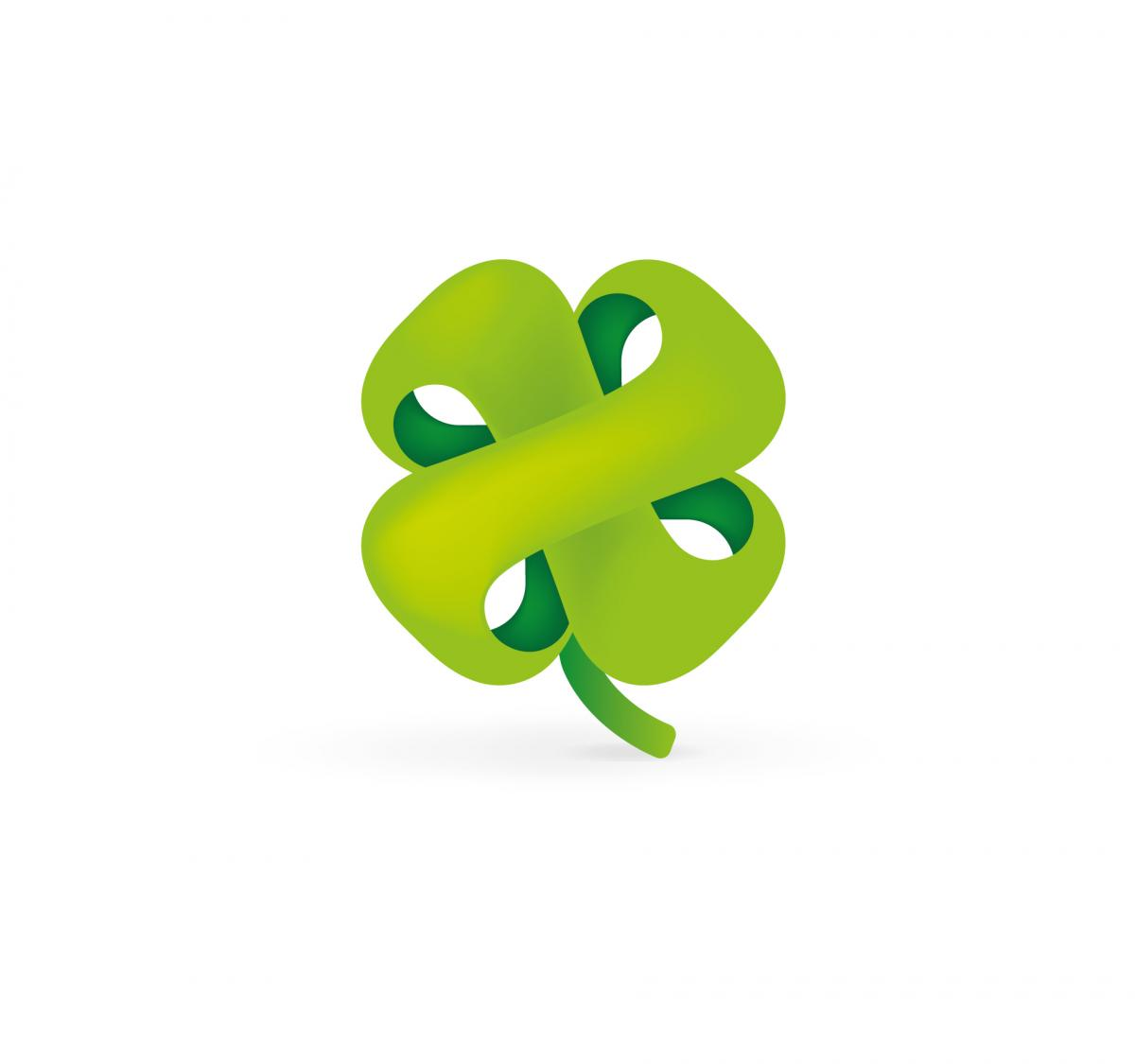
Finska centerpartiets nuvarande logotyp i formen av en fyrklöver.

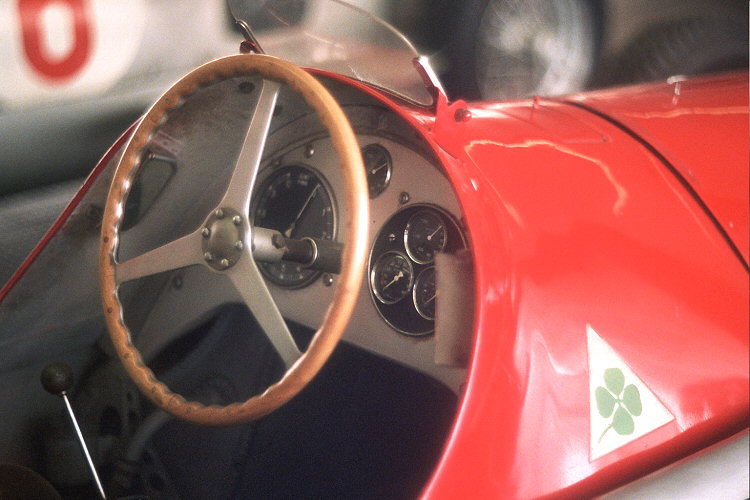
Quadrifoglio på en Alfa Romeo.

Fyrklövern är även en politisk symbol. 1921 inrättades den så kallade Gröna Internationalen (en konkurrent till Bondeinternationalen, Krestintern), formellt Internationella Agrarbyrån av fyra agrardemokratiska partier från Bulgarien, Tjeckoslovakien, Kroatien och Polen. Internationella Agrarbyråns symbol blev fyrklövern. Efter andra världskriget ombildades Internationella Agrarbyrån och blev International Peasant Union (IPU). Finlands agrarparti inspirerades av polska landsbygdspartiet PSL och började använda klövern som symbol vilket i sin tur gjorde att Bondeförbundet, senare Centerpartiet 1942 antog fyrklövern som symbol.
Andra grupper, rörelser och företeelser som använder fyrklövern som symbol är exempelvis 4H-rörelsen, det skotska fotbollslaget Celtic och Alfa Romeo. Den senare symbolen kallas för "Quadrifoglio", vilket betyder fyrklöver på italienska och har förekommit som symbol på Alfa Romeos tävlingsbilar sedan 1923. Fyrklövern förekommer också inom heraldiken. Den fyrbladiga symbolen Sankthanskorset, ⌘, vilket också är en gammal symbol som skulle skydda mot ondska kallas ibland för fyrväppling.

### Inom litteratur, konst och musik

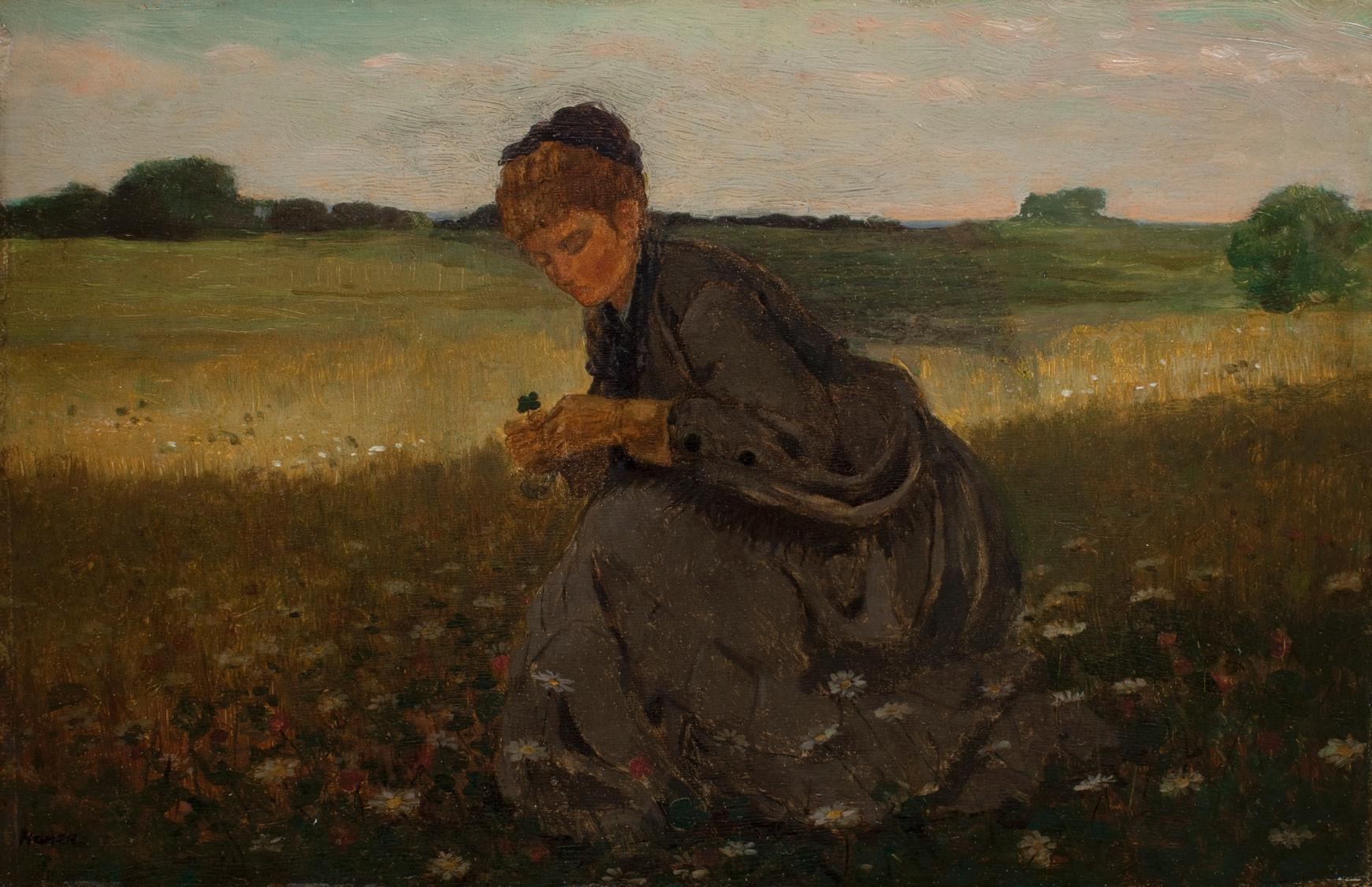
Girl with a Four-Leaf Clover från 1875 av Winslow Homer.

Inom litteratur, konst och musik förekommer oftast fyrklövern med koppling till dess lyckobringande symbolik. Den amerikanska målaren Winslow Homer har gjort ett antal olika målningar på temat "flicka med fyrklöver". 1927 skrev Mort Dixon och Harry M. Woods. låten "I'm Looking Over a Four Leaf Clover" som 1948 blev en hit med Art Mooney & His Orchestra. Den fiktive personen Alexander Lukas i serierna om Kalle Anka av Walt Disney har oslagbar tur, och hittar ganska ofta fyrklöver.

### Som formelement
Inom arkitektur har fyrklöverformen, den så kallade fyrpassen, varit vanlig under vissa perioder. I västerländsk arkitektur märks den främst inom gotiken, men även under renässansen, och formen är också vanlig inom arabisk och indisk arkitektur. Fyrväpplingen förekommer också inom konsthantverk och är en klassisk form inom exempelvis spetssömnad som knyppling.